# Linia kolejowa Chomutov – Jirkov
Linia kolejowa Chomutov – Jirkov (Linia kolejowa nr 133 (Czechy)) – jednotorowa, regionalna i niezelektryfikowana linia kolejowa w Czechach. Łączy Chomutov i Jirkov. Przebiega w całości przez terytorium kraju usteckiego.